# 레이시온 센티넬

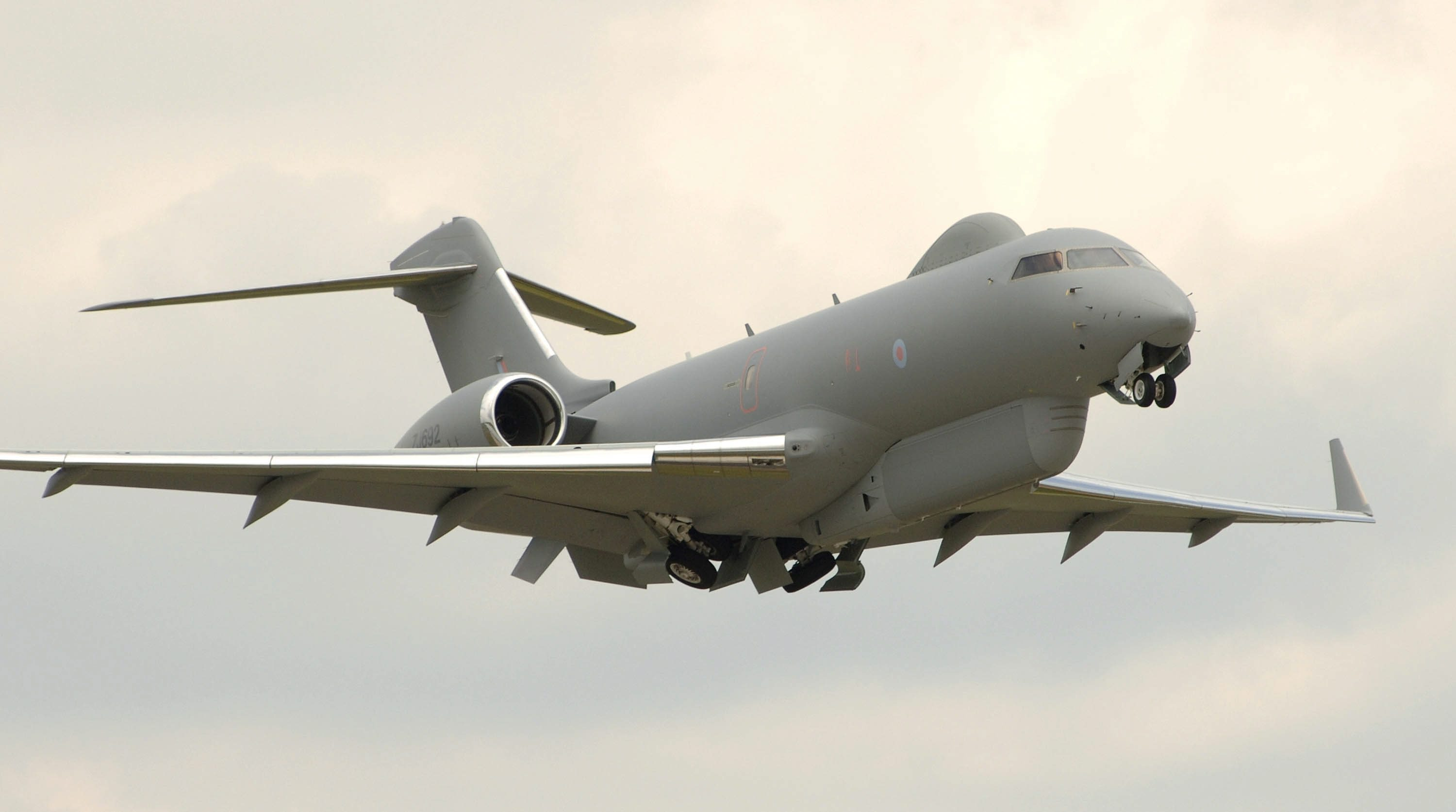
영국 공군의 센티넬 R1 정찰기

레이시온 센티넬은 영국의 ASTOR(Airborne STand-Off Radar)를 위해 미국의 레이시온이 개발한 정찰기이다. ASTOR는 영국형 E-8 JSTARS라고도 불린다.

## 역사
소형 비즈니스 제트기인 봄바디어 글로벌 익스프레스에 록히드 U-2가 사용하는 ASARS-2 정찰용 레이다를 탑재하고 있다. 5대가 생산되었다. 센티넬 R1은 "영국판 조인트 스타스"로 E-8 조인트스타스보다는 크기가 작고 성능도 다소 떨어진다. 영국은 총 5대를 도입했는데 8대의 차량형 지원장비를 포함한 가격이 9억5400만파운드(1조4091억원)로 조인트 스타스보다 낮다. 조인트 스타스는 대당 3600여억원인 것으로 전해졌다.
- 센티넬 R1, 최대중량 42톤, 승무원 5명, 체공시간 9시간, 대당 2818억원
- E-8 조인트스타스, 최대중량 152톤, 승무원 22명, 체공시간 9시간, 대당 3600억원
- 신형 금강정찰기, 최대이륙중량 18톤, 체공시간 6시간, 대당 3100억원

대한민국과 일본 등도 소형 비즈니스 제트기에 SAR 정찰용 레이다를 탑재한 레이시온의 U-125 피스 크립톤을 사용하고 있다.(금강정찰기 참고)
2004년 5월 26일에 처녀비행을 한 레이시온 센티넬은 한국의 금강정찰기와 더 큰 체급의 항공기로, E-8 JSTARS의 기능을 수행하는 점에서 훨씬 발전된 모델이다.
영국의 ASTOR의 기종은 봄바디어 글로벌 익스프레스로 장거리 비즈니스 제트기로 우리나라가 운용하는 금강/백두사업의 베이스가 된 호커 800에 비해서 항속거리는 약 3배, 최대이륙중량은 4배정도 차이가 난다..
대한민국의 금강정찰기의 LAIRSⅡ는 당초 U-2기의 ASARS-2보다 해상도가 좋은 30 cm X 30 cm 해상도라고 알려졌으나, 실제 도입해 사용해 보니 277배 성능이 낮은 5 m X 5 m 해상도의 SAR라고 보도되었다.
그러나 레이시온 센티넬은 록히드 U-2기가 사용하는 ASARS-2를 사용하고 있다.(개량형) 영국이 운용한 결과 162 km의 탐지거리의 영상정보를 획득할 수 있었다고 한다. 휴전선에서 평양까지는 140 km 떨어져 있다.
휴즈사가 제작한 Advanced Synthetic Aperture Radar Type 23 (ASARS-2)의 탐지거리는 250-300 km, 해상도는 30 cm 라고 알려져 있다.

## 제원
- 최고속도: 0.89 mach
- 순항속도: 0.85 mach
- 순항거리: 11,390 km (6,150 해리)
- 최고고도: 51,000 ft
- 비행지속시간: 9시간

글로벌 익스프레스는 최고고도가 51,000 피트라는 점 때문에 선택되었다. 위성통신용 SATCOM 안테나를 부착하고, ASTOR를 장착하면, 최고고도인 51,000 ft 보다 적게 나온다. 그러나, 여전히 JSTARS 레이다를 장착한 보잉 707의 최고고도보다는 높다. 이러한 높은 고도는 보다 넓은 지역을 정찰할 수 있게 해준다.

### 글로벌 익스프레스 XRS
일반 제원
- 탑승인원: 8 ~ 19명
- 길이: 30.3m
- 폭: 28.65 m
- 높이: 7.57 m
- 날개면적: 94.9 m²
- 순기체중량: 22,600 kg
- 유효탑재량: 805 kg
- 최대이륙중량: 44,500 kg
- 화물칸
  - 길이 : 14.73 m
  - 최대 넓이 (중앙): 2.49 m
  - 최대 넓이 (바닥) : 2.11 m
  - 높이 : 1.91 m
- 엔진: 롤스로이스 도이췰란트 BR710A2-20
- 엔진 종류 : 터보팬
- 엔진 수 : 2대
- 추력 : 65.5 kN

성능
- 최대속도: 마하 0.89 / 950 km/h
- 순항속도: 마하 0.85 / 904 km/h
- 항속거리: 11,390 km
- 최대상승고도: 15,500 m
- 분당상승속도: 436 m/min
- 중량대비추력: 0.301

## 같이 보기
- 금강정찰기
- E-8 JSTARS